# 輔仁文社
輔仁文社于1892年3月13日成立，活跃于清朝末年。当时居住在香港的一些华人，在香港受过西式教育，关心中国变革，以開啟民智为宗旨，建立了这个社团，后来輔仁文社的很多成员成为了革命党、兴中会的骨干。輔仁文社会址在中环結志街的百子里，骨干有楊衢雲、谢缵泰等人。1895年2月，不少成员加入兴中会。旧址后来被香港设为古迹。

## 性质
輔仁文社之名，取義於《論語》的「以文會友，以友輔仁」；《輔仁文社序》主张社员「切磋琢磨，學識均能增益」，并无任何革命要求。組成該社的七人：楊衢雲、謝纘泰、陳芬、周昭岳（一曰周超岳）、黃國瑜、羅文玉和劉燕賓（一曰劉彥賓），自1892年創社，到1895年取消社名，都沒有參加任何革命活動，也無革命言論流傳下來。
謝纘泰1924年出版的《中華民國革命秘史》称，輔仁文社是爱国青年的“革命總部”（revolutionary headquarters），但謝纘泰始终未提供輔仁文社从事革命活動的資料。学者唐德刚延续《秘史》说法，称：“在香港組織的興中會，事實上除掉名字之外，一切皆輔仁文社的延續，會員也大都是楊衢雲的班底。”并以輔仁文社较兴中会成立更早，认为“一部‘中国近代革命史’，是应该从杨衢云开始写的。”
学者容若批评唐德刚采信失實文章，甚至进一步杜撰历史，比如輔仁文社成立比興中會早兩年，唐誇大為「早四年多」；比如輔仁文社成立時只有七人，唐誇大為「十餘人」；比如輔仁文社並無「推翻滿清」、「創立合眾政府」、「選舉『伯里璽天德』」的提法，唐将興中會的纲领作为輔仁文社的綱領；比如尢列並非輔仁文社社員。容若指出，輔仁文社取消社名，成员加入興中會，不是「兩個革命團體」的聯合，而是前者被吸收入了兴中会，興中會也绝非「輔仁文社的延續」。
学者莫世祥評論說，从《輔仁文社序》及社綱、当事人回忆等文献，絲毫看不出輔仁文社有反清革命的傾向，仅仅有友道聯誼、研究新學、革除時弊的俱乐部性质。:35若與三年後明確表達革新中國政見的香港興中會宣言作一比較，更可證謝纘泰所稱輔仁文社為「革命總部」的說法，不過是溢美之詞。:35

## 图集

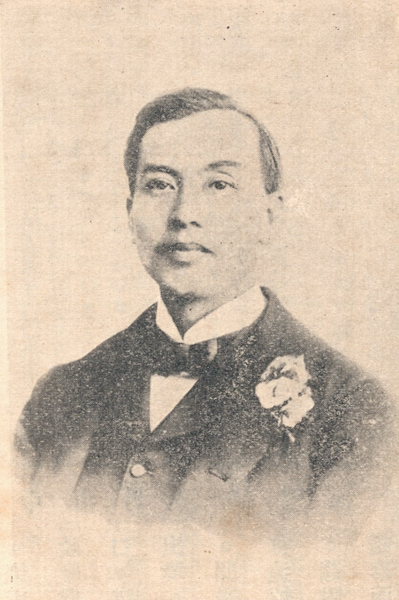
楊衢雲，拍攝時間地點未知
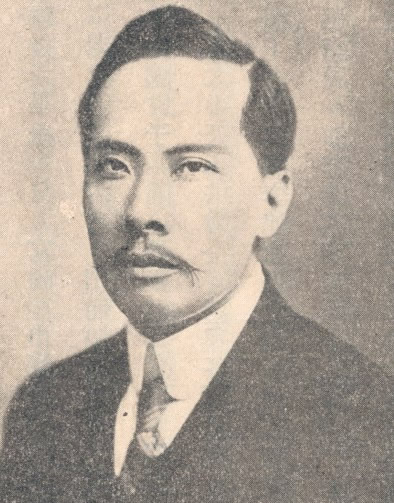
謝纘泰，拍攝時間地點未知
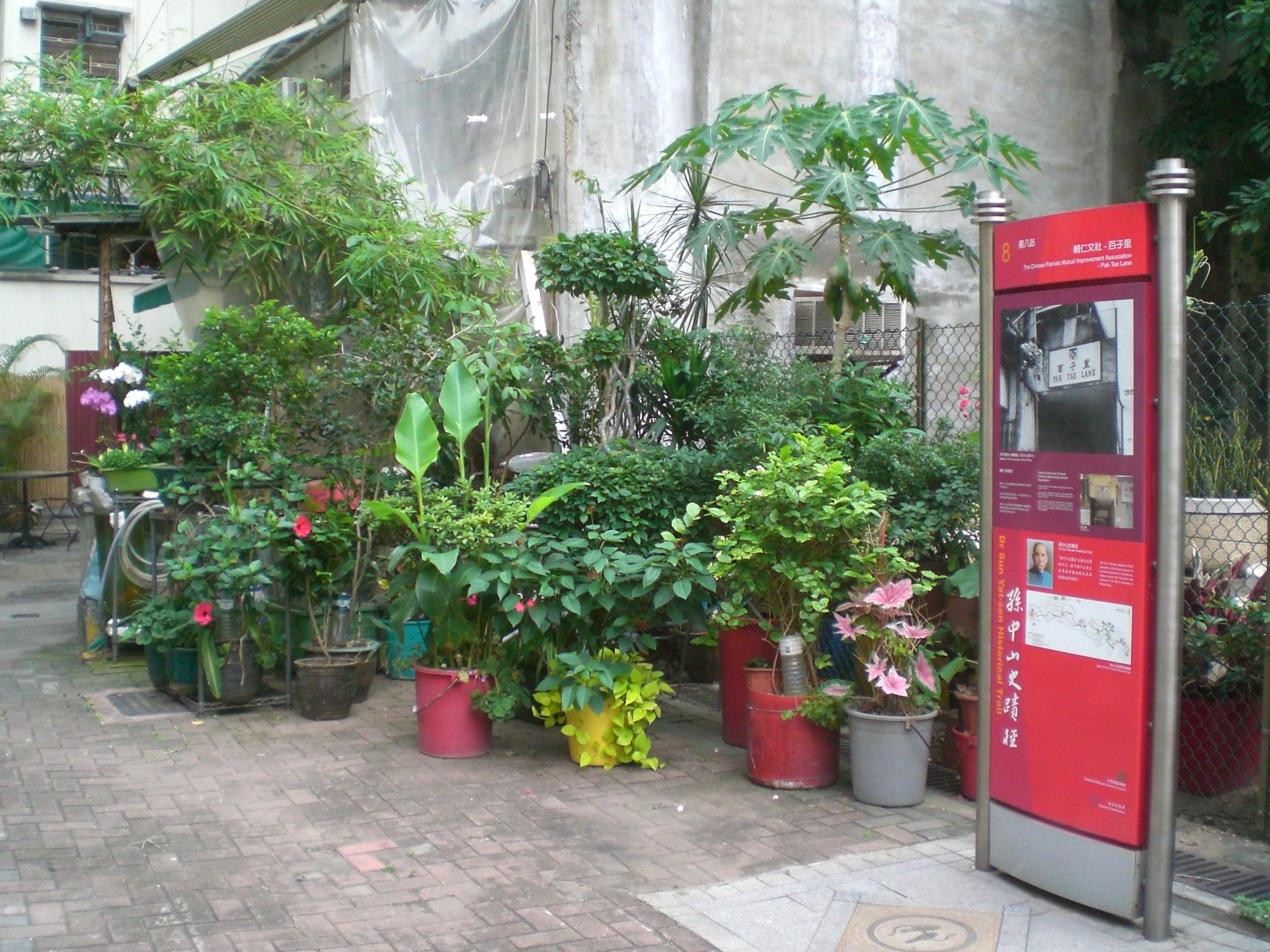
孫中山史蹟徑第8站百子里輔仁文社舊址
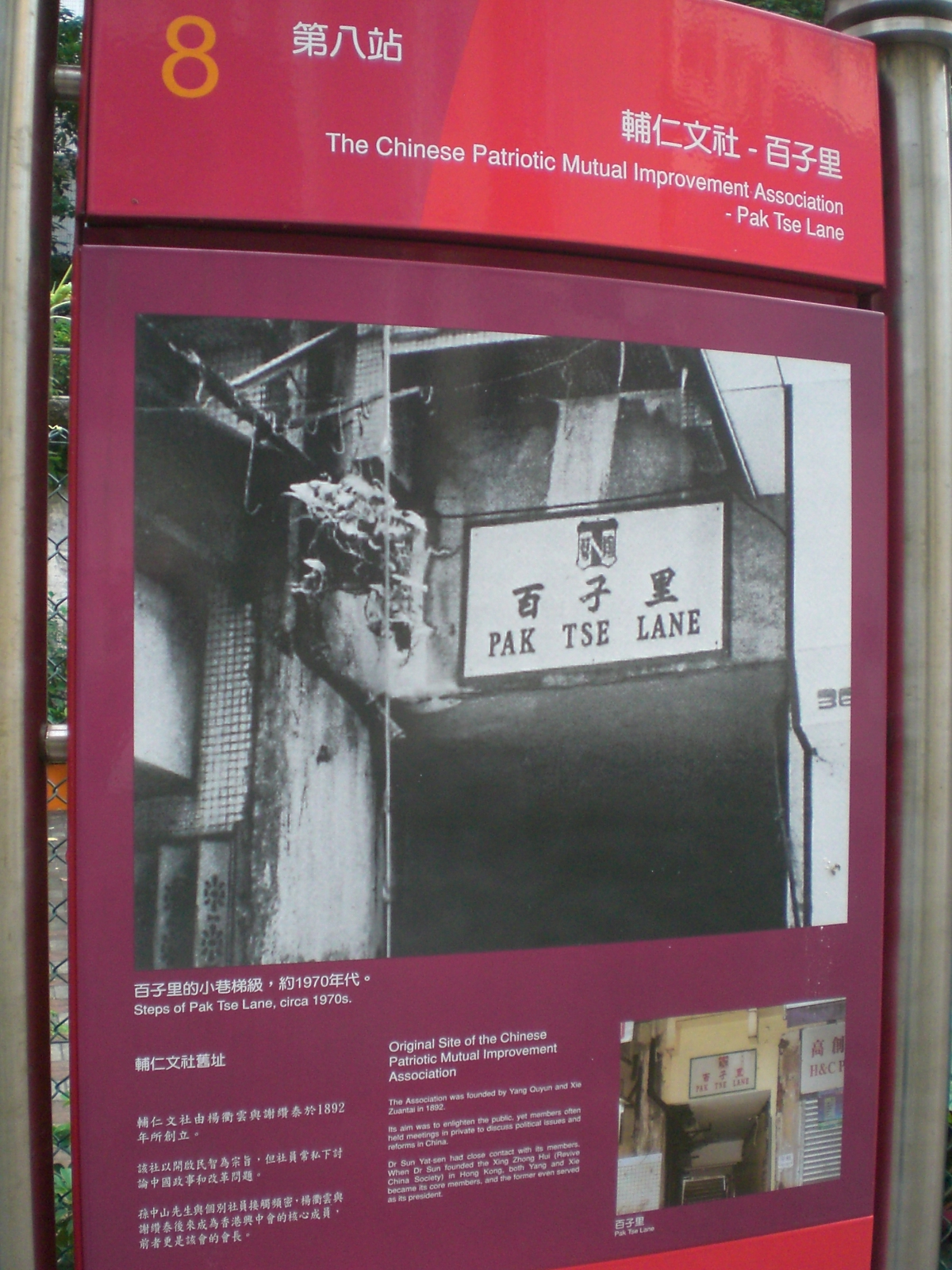
孫中山史蹟徑第8站百子里輔仁文社舊址
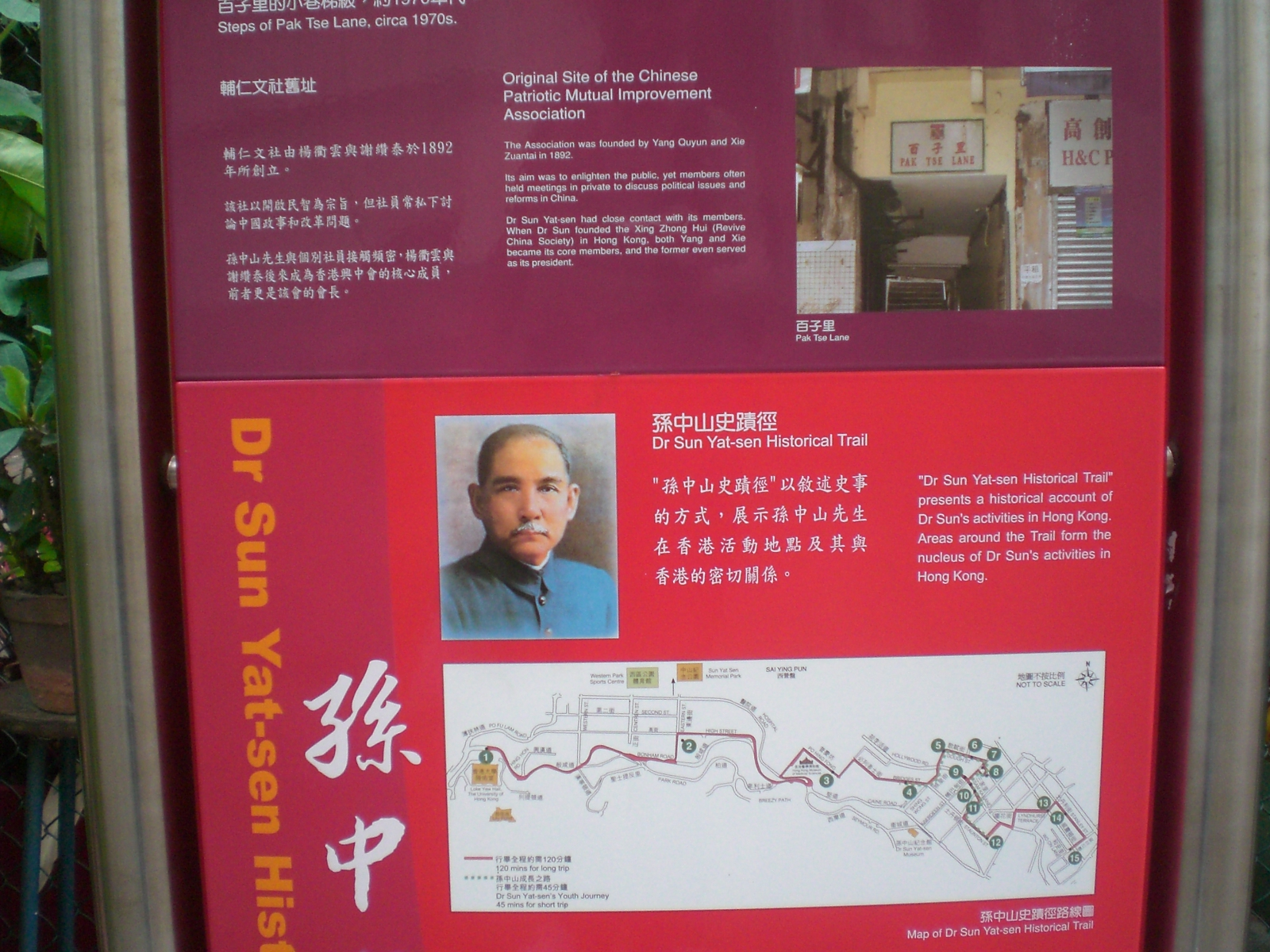
孫中山史蹟徑第8站百子里輔仁文社舊址